# Parasetigena silvestris
Parasetigena silvestris là một loài ruồi trong họ Tachinidae.